# 銀河金融保險公司COSMOS
《銀河金融保險公司COSMOS》是田村隆平原著的科幻日本漫畫，2023年開始連載於《Sunday Webry》和雜誌《月刊Sunday Gene-X》。2025年5月19日，為紀念漫畫第六卷发售，宣傳影片和廣告一致上傳至《月刊Sunday Gene-X》的YouTube頻道。2025年5月24日，該廣告於NNS旗下電視台播出的《名偵探柯南》期間播放。兩部影片均由菅生隆之擔任旁白。

## 登場人物

### 主要人物
水森楓
本作男主角。高中生，雖是地球人但卻是NEXT種族。能識別謊言。相澤被捕後受邀加入銀河金融保險公司COSMOS成為保險調查員。
穗村燐
本作女主角，自稱25歲，雖是地球人但卻是NEXT種族。銀河金融保險公司COSMOS的保險調查員，一科的科長。

### 銀河金融保險公司COSMOS
砂嚙
銀河金融保險公司COSMOS的保險調查員，一科成員、穂村燐的下屬。
潤登
銀河金融保險公司COSMOS的局長。一直以帶著面罩示人。
毒島
修復班的班長，工齡70的老人。

### 外星人
相澤
水森楓同班同學，德德多星人。受到爺爺的影響喜歡棒球而來到地球。涉嫌詐騙保險加上誤殺黑幫成員而在月球上被判七年徒刑。
玄田弦
水森櫻同班同學，相澤的弟弟。德德多星人。
油井燕
水森楓在書店打工的前輩，絕症患者。在臨死前將自己的眼睛給予水森楓。
赤羽六花
外星人專屬的醫生，油井是其患者之一。前後多次協助銀河金融保險公司COSMOS解決案件。

### 其他
水森櫻
水森楓的妹妹。打算就讀和哥哥一樣的開星校園。

## 出版書籍
| 卷數 | 小學館        | 小學館                 | 東立出版社                | 東立出版社                                                  |
| 卷數 | 發售日期      | ISBN                   | 發售日期                  | ISBN                                                        |
| ---- | ------------- | ---------------------- | ------------------------- | ----------------------------------------------------------- |
| 1    | 2023年7月7日  | ISBN 978-4-091-57784-9 | 2025年1月2日 2025年1月9日 | ISBN 978-6-260-23436-2（首刷限定版） ISBN 978-6-260-22398-4 |
| 2    | 2024年2月19日 | ISBN 978-4-091-57798-6 |                           |                                                             |
| 3    | 2024年5月17日 | ISBN 978-4-091-57823-5 |                           |                                                             |
| 4    | 2024年9月19日 | ISBN 978-4-091-57834-1 |                           |                                                             |
| 5    | 2025年1月17日 | ISBN 978-4-091-57851-8 |                           |                                                             |
| 6    | 2025年5月19日 | ISBN 978-4-091-57882-2 |                           |                                                             |

## 迴響
2024年第十屆《下一部人氣漫畫大賞》，本作在其紙本漫畫類別中排名第五。本作在2025年的《這本漫畫真厲害！ 》中男生篇與《老鼠的初戀》相同，排名第九。此外，本作也被提名為2025年第18屆《漫畫大獎》，並以38分獲得第八。本作受漫畫家久保带人、藤田和日郎、荒川弘和高桥留美子推薦。

## 外部連結
- 月刊Sunday Gene-X（日語）
- Sunday Webry（日語）